# Mimolaia
Mimolaia is een kevergeslacht uit de familie van de boktorren (Cerambycidae). De wetenschappelijke naam van het geslacht werd voor het eerst geldig gepubliceerd in 1885 door Bates.

## Soorten
Mimolaia omvat de volgende soorten:
- Mimolaia acaiuba Galileo & Martins, 1998
- Mimolaia annulata Galileo & Martins, 2010
- Mimolaia buckleyi Bates, 1885
- Mimolaia calopterona Bates, 1885
- Mimolaia cleroides (Bates, 1866)
- Mimolaia diversicornis Galileo & Martins, 2010
- Mimolaia hua Galileo & Martins, 1991
- Mimolaia lata Galileo & Martins, 1991
- Mimolaia peruana Galileo & Martins, 1991
- Mimolaia pichincha Galileo & Martins, 1992
- Mimolaia tachira Galileo & Martins, 1992
- Mimolaia variicornis (Belon, 1903)